# 出口町 (広島県)
出口町（でぐちちょう）は、広島県芦品郡にあった村。現在の府中市の一部にあたる。

## 地理
芦田川支流・出口川流域で、北は吉備準平原に連なり高く、南は傾斜地。

## 歴史
- 1889年（明治22年）4月1日、町村制の施行により、芦田郡出口村が単独で村制施行し、出口村が発足[1][2]。
- 1898年（明治31年）10月1日、郡の統合により芦品郡に所属[1][2]。
- 1913年（大正2年）7月1日、町制施行し出口町となる[1][2]。
- 1925年（大正14年）2月1日、芦品郡府中町と合併し、府中町が存続して廃止された[1][2]。

### 地名の由来
坂根峠を越えて狭隘な山路から平坦地に出る地形による。

## 産業
- 農業、織物、染料、煙草、木工、農機具[1]

## 名所・旧跡
- 甘南備神社[1]
- 慶照寺[1]